# عبد الرحمن اليوسفي
عبد الرحمن اليوسفي (8 مارس 1924 – 29 مايو 2020) سياسي ومحامي مغربي شغل منصب الوزير الأول في الفترة (1998 - 2002). كان الأمين العام لحزب الاتحاد الاشتراكي للقوات الشعبية.

## حياته
وُلد عبد الرحمن اليوسفي في 8 مارس 1924 في طنجة، حصل على إجازة في القانون وعلى دبلوم الدراسات العليا في العلوم السياسية ودبلوم المعهد الدولي لحقوق الإنسان. بدأ عبد الرحمن اليوسفي مُحاميا ثم انخرط في السياسة، وكان من مؤسسي الاتحاد الاشتراكي للقوات الشعبية، تعرض للاعتقال والسجن والنفي وقد أصبح وجها أساسيا من وجوه السياسة في المغرب.‘

### أولى النشاطات السياسية
- كرس عمله من 1944 إلى 1949 لتنظيم طبقة العمال بالدار البيضاء.
- كرس نشاطه من 1949 إلى 1952 لخدمة العمالة المغربية المهاجرة في فرنسا.
- شارك في تنظيم وإدارة حركة المقاومة وجيش التحرير بعد عزل الفرنسيين للملك محمد الخامس من 1953 إلى 1956.
- أسس مع المهدي بن بركة ومحمد البصري والمحجوب بن الصديق وعبد الرحيم بوعبيد وعبد الله إبراهيم الاتحاد الوطني للقوات الشعبية المنشق عن حزب الاستقلال سنة 1959.

### الاعتقال والمحاكمات والمنفى
- اعتقل في ديسمبر 1959 مع محمد البصري مدير «التحرير» بتهمة التحريض على العنف والنيل من الأمن الوطني للدولة والأمن العام ثم أفرج عنه.
- اعتقل في يوليو 1963 مع جميع أعضاء اللجنة الإدارية للاتحاد الوطني للقوات الشعبية بتهمة التآمر وصدر عليه حكم بالسجن مدة سنتين مع وقف التنفيذ، وقد عفي عنه عام 1965.
- توجه عبد الرحمن اليوسفي في نوفمبر 1965 إلى باريس للإدلاء بشهادته كطرف مدني في محاكمة مختطفي المهدي بن بركه وبقي منذ ذلك الوقت في فرنسا لمدة 15 سنة مختارا النفي.
- حكم عليه غيابيا في جلسات محاكم مراكش (1969 – 1975) وطالب المدعي العام بإصدار حكم بالإعدام على اليوسفي.

صدر حكم بالعفو عنه في 20 أغسطس 1980 وعاد إلى المغرب في أكتوبر/ تشرين الأول 1980.

### الاستقالة والعودة
استقال عبد الرحمن اليوسفي من وظائفه السياسية بعد صدور نتائج الانتخابات التشريعية عام 1993 احتجاجا على ما وقع فيها من تلاعب، وذهب إلى فرنسا في سبتمبر 1993. ثم عاد بضغط من زملائه، وفي سياق الإصلاحات الجديدة عاد كاتبا أولا للاتحاد الاشتراكي للقوات الشعبية في أغسطس 1995. ليدخل في مصالحة مع الحكم في المغرب حيث عين وزيرا أولا في فبراير 1998، واستمر في مهامه إلى حدود نونبر 2002.

### مجمل وظائفه
- محام لدى محاكم طنجة من 1952 إلى 1960.
- عميد سلك المحاماة في طنجة 1959.
- نقيبا للمحامين
- رئيسا لتحرير الجريدة الممنوعة من الصّدور التحرير
- عضو في حزب الاستقلال 1943.
- عضو الأمانة العامة للاتحاد الوطني للقوات الشعبية من 1959 إلى 1967.
- رئيس تحرير جريدة «التحرير» الصادرة عن الاتحاد الوطني للقوات الشعبية.
- المندوب الدائم للاتحاد الاشتراكي للقوات الشعبية في الخارج منذ تأسيس الحزب سنة 1975.
- عضو المكتب السياسي للاتحاد الاشتراكي للقوات الشعبية منذ مؤتمره الثالث عام 1978.
- الكاتب العام المساعد لاتحاد المحامين العرب من 1969 إلى 1990.
- الكاتب الأول للاتحاد الاشتراكي للقوات الشعبية منذ وفاة كاتبه الأول السابق عبد الرحيم بوعبيد في 8 يناير 1992 حتى نوفمبر 2003.[9]
- وزير أول من 4 فبراير 1998 إلى 9 أكتوبر 2002.[10]‘[11]

## من مؤلفاته
- أحاديث في ماجرى (كتاب)

## جوائز و تكريمات
- سنة 1999 فاز بـجائزة شمال جنوب.
- الحمالة الكبرى لوسام العرش (2002).[6]
- إطلاق إسم شارع عبد الرحمن اليوسفي على شارع السلام بطنجة (2020).[12][13][14][15][16][17][18][19]

## وفاته
في صباح يوم الجمعة 29 مايو 2020، فارق عبد الرحمن اليوسفي الحياة في مستشفى بمدينة الدار البيضاء عن عمر ناهز السادسة والتسعين.

## إرثه
يوليو 2021: توقيع عقد هبة مقدمة من أسرة الراحل عبد الرحمن اليوسفي إلى المؤسسة الوطنية للمتاحف‘.

## روابط خارجية
- عبد الرحمن اليوسفي على موقع الموسوعة البريطانية (الإنجليزية)
- عبد الرحمن اليوسفي على موقع مونزينجر (الألمانية)